# Tricorythodes albilineatus
Tricorythodes albilineatus är en dagsländeart som beskrevs av Berner 1946. Tricorythodes albilineatus ingår i släktet Tricorythodes och familjen Leptohyphidae. Inga underarter finns listade i Catalogue of Life.